# Ravno
Ravno je naseljeno mjesto i općina u Bosni i Hercegovini. 

## Zemljopis
Smješteno je u Istočnoj Hercegovini, u sjevernom dijelu Popova polja, podno 611 metara visokog Goveđaka, blizu rijeke Trebišnjice, sjeverozapadno od Trebinja.

## Stanovništvo

### Katolici u Ravnom 1851.[3]
| Katolici u Ravnom 1851. |           |           |         |       |                 |
| godina                  | broj sela | broj kuća | odrasli | djeca | broj stanovnika |
| 1851.                   | /         | 159       | /       | /     | 1186            |

### Popisi 1961. – 1991.
Ravno je do 1963. godine bilo sjedište općine, samo tada u nešto drugačijem sastavu naselja. 1963. godine, općina se ukida i pripaja općini Trebinje. Na popisu iz 1961. godine, općina Ravno je imala je 5964 stanovnika).
| Stanovništvo općine Ravno |                |
| godina popisa             | 1961.          |
| Hrvati                    | 3215 (53,90 %) |
| Srbi                      | 2654 (44,50 %) |
| Muslimani                 | 22 (0,36)      |
| Jugoslaveni               | 55 (0,92)      |
| ostali i nepoznato        | 18 (0,30 %)    |
| ukupno                    | 1771           |

Nacionalni sastav naseljenog mjesta Ravno iz 1991.:
ukupno: 198 stanovnika:
- Hrvati – 173 (87,37 %)
- Srbi – 16 (8,08 %)
- Muslimani – 1 (0,50 %)
- Jugoslaveni – 5 (2,52 %)
- ostali – 3 (1,53 %)

### Popis 2013.
| Stanovništvo općine Ravno |                |
| godina popisa             | 2013.          |
| Hrvati                    | 2633 (81,04 %) |
| Srbi                      | 588 (18,10 %)  |
| Bošnjaci                  | 20 (0,62 %)    |
| ostali i nepoznato        | 8 (0,25 %)     |
| ukupno                    | 3249           |

| Ravno – naseljeno mjesto |               |
| godina popisa            | 2013.         |
| Hrvati                   | 584 (97,82 %) |
| Srbi                     | 10 (1,67 %)   |
| Bošnjaci                 | 0 (0,00 %)    |
| ostali i nepoznato       | 3 (0,50 %)    |
| ukupno                   | 597           |

## Naseljena mjesta
Općinu Ravno sačinjavaju sljedeća naseljena mjesta
Baljivac, 
Baonine, 
Belenići, 
Bobovišta, 
Cerovac, 
Cicrina, 
Čavaš, 
Čopice, 
Čvaljina, 
Diklići, 
Dvrsnica, 
Glavska, 
Gola Glavica,
Golubinac, 
Gorogaše, 
Grebci,
Grmljani, 
Ivanica, 
Kalađurđevići, 
Kijev Do, 
Klikovići, 
Kotezi, 
Krajkovići, 
Kutina, 
Lušnica, 
Mrnjići, 
Nenovići, 
Nevada, 
Orah, 
Orahov Do, 
Orašje Popovo, 
Poljice Čičevo, 
Prosjek, 
Rapti Bobani, 
Ravno, 
Rupni Do, 
Sedlari, 
Slavogostići, 
Slivnica Bobani, 
Slivnica Površ, 
Sparožići, 
Strujići, 
Šćenica Bobani, 
Trebimlja, 
Trnčina, 
Uskoplje, 
Veličani, 
Velja Međa, 
Vlaka, 
Vukovići, 
Začula, 
Zagradinje, 
Zaplanik, 
Zavala.
Navedena naseljena mjesta su do potpisivanja Daytonskog mirovnog sporazuma bila u sastavu tadašnje općine Trebinje koja je ušla u sastav Republike Srpske.

## Povijest
Na kraju 13. stoljeća Šubići pripajaju Humsku zemlju svojoj banovini u Bosni. Područje ostano povezano s njom do njezinog pada sredinom 15. stoljeća, iako njime, a i cijelom Hercegovinom u 15. stoljeću vladaju Kosače kao skoro neovisni vladari.
Selo se spominje još 1438. godine kada se Vukac Milutinović (Vochaç Milotinouich) obvezao na trogodišnju službu dubrovačkomu vlastelinu Nikoli Alojziju Gučetiću. Godine 1579. u Ravnu su Boško i dvojica Nikola iz obitelji Andrijaš (kasnije Andrijašević) izgradili crkvu Marijina rođenja. Ćirilski natpis o tome je sačuvan i nalazi se u katoličkoj crkvi u Ravnom. Skupština glavara Popova polja održala se u Ravnom 1604. godine.
Iz ranoga srednjovjekovlja najvjerojatnije potječe i crkva sv. Mitra na Oblatu. Po izvješćima iz 1624., 1639. i 1733., Ravno je bilo naselje s najviše katolika. Po predaji se selo nekoć nazivalo Čekićevo i nalazilo se ispod današnjega naselja koje je nastalo nakon što je Čekićevo poharala kuga. U matičnim knjigama se selo katkad naziva i Plasna Glavica (to je danas dio sela); neki smatraju i da je to starije ime Ravna.
Prvi oružani sukobi na teritoriju BiH dogodili su u jesen 1991. Od 2. do 5. listopada napadnuto je i uništeno većinski hrvatsko mjesto Ravno, nakon sukoba lokalnih Hrvata i postrojbi JNA, do kojega je došlo na periferiji rata u Hrvatskoj.
Tadašnji predsjednik BiH Alija Izetbegović 6. listopada 1991. preko TV Sarajeva je uputio javnosti proglas on neutralnosti BiH u "ratu između Srbije i Hrvatske". Hrvati su to shvatili kao stajalište po kojem rat nije i muslimanski rat te da se sami moraju pobrinuti za sebe.

## Poznate osobe
- Jure Burić, hrvatski liječnik, političar i pjesnik
- Nikola Bošković, dubrovački trgovac i otac Ruđera Boškovića
- Dominik Andrijašević, nadbiskup Skadarske nadbiskupije
- Stojan Vučićević, hrvatski književnik, prevoditelj, putopisac, novinar

## Spomenici i znamenitosti
U blizini Ravnog nalazi se najveća i najpoznatija bosanskohercegovačka pećina Vjetrenica. Otvorena je za posjetitelje. Speleološke posebnosti ove jedinstvene špilje su prostrani hodnici i dvorane, brojne nakupine siga, te bogat hidrografski svijet s brojnim jezerima, nekoliko vodopada, više stalnih potoka i na desetke manjih periodičnih tokova
Župna crkva Rođenja Blažene Djevice Marije (Blažena Gospa) iz 1579. i crkva sv. Mitra. Nedaleko od Ravnog su četiri nekropole sa stećcima. U svezi s crkvom je i prvi spomen Ravnog u povijesnim dokumentima.
Ispred zgrade Općine u Ravnom nalazi se spomenik Ruđeru Boškoviću, čiji je otac podrijetlom bio iz ravanjskog sela Orahov Do gdje se nalazi njegova rodna kuća.
Na popisu nacionalnih spomenika kulture Bosne i Hercegovine za općinu Ravno nalaze se sljedeći spomenici:
- Crkva Vavedenja Bogorodice u Zavali, graditeljska cjelina. Freske u crkvi Sv. Vavedenja u manastiru Zavala smatraju se najkvalitetnijim slikarskim ostvarenjem u Bosni i Hercegovini nastalim u vrijeme osmanske vladavine. Napravio ih je Georgije Mitrofanović 1619. godine.
- Crkvina u Zavali, arheološko područje, na južnoj strani nalazišta su još uvijek dobro očuvani ostaci katoličke crkve sv. Petra, a sjeverna, manja je pravoslavna crkva sv. Petke, u lošem stanju. Uz podužne zidove crkve sv. Petke protežu se dva zida neke treće građevine (samostana?). Na ovom lokalitetu je i nekropola stećaka.
- Povijesno područje Zaplanik. Nacionalni spomenik čini prapovijesna grobna gomila (tumulus), srednjovjekovna nekropola s 30 stećaka, ostatci srednjovjekovne crkve, pravoslavna crkva posvećena svetim Apostolima Petru i Pavlu i pravoslavno groblje s 15 krstova.
- Povijesno područje – Crkva sv. Roka u Trebimlji, crkva sagrađena vjerojatno krajem 16. ili početkom 17. stoljeća[9]
- Povijesno područje – Crkva Mitra u Ravnom, crkva sagrađena vjerojatno krajem 14. stoljeća[10]

## Kultura
- Grgurovi hukovi, tradicionalna književna manifestacija

## Turizam
U općini Ravno nalazi se turističko naselje Ivanica.

## Zanimljivosti
U Ravnom se nalazila jedna od postaja na željezničkoj pruzi Gabela – Zelenika. U prizemlju stanične zgrade bili su uredi, a na katu stanovi. Postojala su tri kolosijeka (od kojih su drugi i treći produženi prilikom remonta 1963.), slijepi kolosijek za robu te skladište za robu. Danas je u zgradi kolodvora ugostiteljski objekt.

## Galerija
- Krajolik u blizini Ravnog
- Ruševne kuće u Ravnom
- Spomenik Nikoli Brajiću u središtu Ravnog
- Župna crkva Rođenja Blažene Djevice Marije
- Nekadašnja željeznička stanica

### Članci
- Vidović, Domagoj. 2010. Pregled toponimije jugozapadnoga dijela Popova. Folia onomastica Croatica. Zavod za lingvistička istraživanja HAZU. Zagreb.  (19): 283–340

## Vanjske poveznice
- Službene stranice